# Sledovací pixel
Sledovací pixel nebo webový maják (anglicky Web beacon) je technika používaná na webových stránkách a v e-mailech, která nenápadně (obvykle neviditelně) umožňuje kontrolovat, zda uživatel zobrazil nějaký obsah.
Web beacons obvykle používají třetí strany ke sledování aktivity uživatelů na webu za účelem webové analýzy nebo tagování stránek.
Mohou být také použity pro sledování e-mailů. Při implementaci pomocí JavaScriptu mohou být sledovací pixely označovány jako JavaScript tagy.
Pomocí těchto majáčků mohou firmy a organizace sledovat online chování uživatelů jejich webu. Zpočátku to dělaly hlavně inzertní firmy nebo společnosti zabývající se webovou analýzou, později takové sledovací techniky začaly používat také stránky sociálních médií. 
Webový maják je jen jedna z několika technik používaných ke sledování toho, kdo navštěvuje webovou stránku (web tracking). Lze je také použít ke zjištění, zda byl e-mail přečten nebo přeposlán nebo zda byla webová stránka zkopírována na jiný web.

## Princip fungování
První webové majáčky byly malé digitální obrazové soubory, které byly vloženy do webové stránky nebo e-mailu. Obrázek může mít rozměr jen 1x1 pixel a může mít stejnou barvu jako pozadí nebo může být zcela průhledný. Když uživatel otevře stránku nebo e-mail, do kterého je takový obrázek vložen, nemusí obrázek vidět, ale jeho webový prohlížeč nebo čtečka e-mailů obrázek automaticky stáhne, což vyžaduje, aby počítač uživatele odeslal požadavek na server hostitelské společnosti, kde je zdrojový obrázek uložen. Tento požadavek obsahuje identifikační informace o klientském počítači, což umožňuje hostiteli sledovat uživatele.
V současné době lze jako majáky použít mnoho typů prvků, jako je grafika, bannery nebo tlačítka, ale také neobrázkové prvky HTML, jako rámeček, styl, skript, vstupní odkaz, embed nebo jiný objekt emailu či webu. Identifikační informace poskytované počítačem uživatele obvykle zahrnují jeho IP adresu, čas, kdy byl požadavek učiněn, typ webového prohlížeče nebo čtečky e-mailů, které požadavek provedly, a zprávu o souborech cookie, které dříve odeslal hostitelský server. Ten může všechny tyto informace přidružit k identifikátoru relace nebo sledovacímu tokenu, který jednoznačně určuje interakci.

## E-maily a regulace
Podle společnosti Basecamp dvě třetiny e-mailů obsahují sledovací neboli tracking pixel.
S jeho pomocí mohou marketéři zjistit, jestli a kdy adresát e-mail otevřel, kolikrát tak učinil, na jakém zařízení a dle IP adresy se mohou dozvědět také přibližnou lokalitu, kde se tak stalo. Tyto informace jsou pak užitečné při hodnocení e-mailových kampaní, ale i při profilaci potenciálních zákazníků.
Použití sledovacích pixelů spadá pod evropské Nařízení o ochraně osobních údajů a elektronických komunikací z roku 2003, respektive pod Obecné nařízení o ochraně osobních údajů (GDPR) z roku 2016. Ty stanovují, že firmy musí uživatele o používání sledovacích pixelů informovat a ve většině případů si též vyžádat jejich souhlas.

## Beacon API
Beacon API (Application programming interface) je kandidátským doporučením World Wide Web Consortium, organizace pro standardy pro web. Jedná se o standardizovanou sadu protokolů navržených tak, aby umožnily webovým vývojářům sledovat aktivitu uživatelů bez zpomalení doby odezvy webových stránek. Dělá to odesláním informací o sledování zpět na hostitelský server majáku poté, co uživatel opustil webovou stránku.
Použití Beacon API umožňuje sledování, aniž by narušovalo nebo zdržovalo navigaci mimo web, a je pro koncového uživatele neviditelné. Podpora pro Beacon API byla zavedena do prohlížeče Firefox od Mozilly v únoru 2014 a do prohlížeče Chrome od Google v listopadu 2014.